# Kusamochi
Le kusamochi (草餅) ou yomogi mochi est un wagashi, pâtisserie traditionnelle japonaise. C'est une gelée à base d'armoise (Artemisia princeps) et de riz gluant.
Le kuzu-mochi est une spécialité du quartier d'Ikegami, pâtisserie liée aux temples bouddhistes Nichiren.